# ال‌ان‌جی

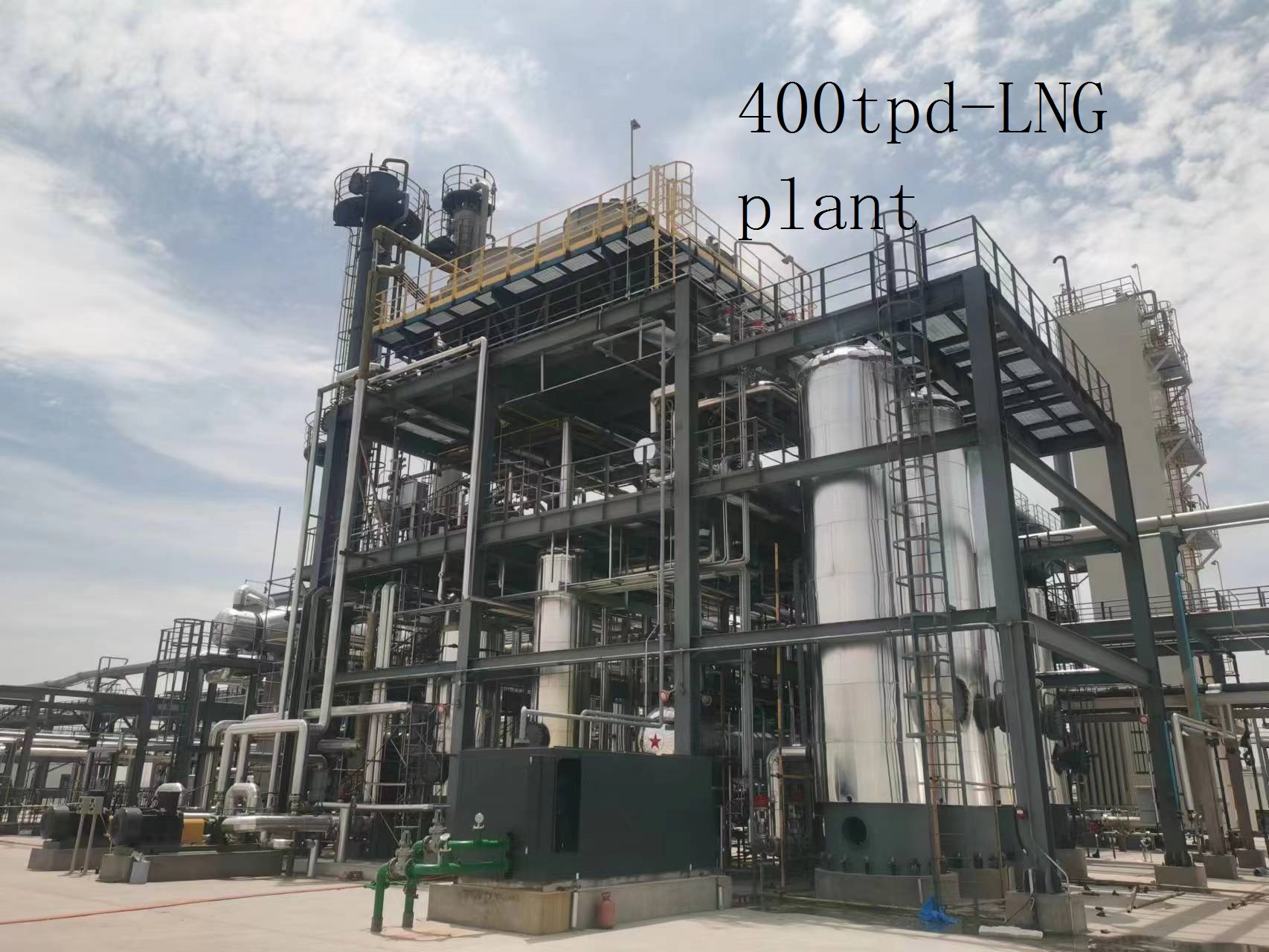
یکی از تاسیسات احداث شده

گاز طبیعی مایع یا ال‌ان‌جی (به انگلیسی: Liquefied natural gas) به گاز طبیعی‌ای گفته می‌شود که موقتاً برای ذخیره‌سازی یا ترابری در حجم بسیار به حالت مایع تبدیل شده‌است.
ال‌ان‌جی، بیشتر شامل متان (بیش از ۹۰ درصد) و مقادیر کمی اتان، پروپان، بوتان و برخی از آلکان‌های سنگین دیگر می‌باشد. فرایند پالایش ال‌ان‌جی، می‌تواند به نحوی طراحی شود، که محصول پایانی تولیدشده شامل ۱۰۰ درصد متان باشد.
ال‌ان‌جی حجمی معادل ۱/۶۰۰ حجم گاز طبیعی در حالت گازی را داراست. گاز مایع، بی‌بو، بی‌رنگ، غیرسمی و غیرخورنده است. خطراتی که این گاز می‌تواند در پی داشته باشد شامل شعله‌ورشدن، انجماد و خفگی می‌باشد. چگالی انرژی ال‌ان‌جی ۶۰ درصد سوخت دیزل می‌باشد.
فرایند میعان شامل حذف ترکیبات خاصی همچون گردوغبار، گازهای اسیدی، هلیوم، آب و هیدروکربنهای سنگین است که در جریان روبه‌پایین، (انتقال گاز در لوله‌ها) برای گاز دچار مشکل می‌نمایند. گاز طبیعی را بعد از حذف موارد فوق در فشاری معادل فشار اتمسفر و دمای ۱۶۲- درجه سانتی‌گراد سرد می‌کنند. (حداکثر فشار گاز برای کاربردهای انتقال در فشاری معادل ۲۵ کیلو پاسکال یا ۳٫۶ پی‌اس‌آی است).
کاهش حجم گاز در شرایطی که خطوط لوله در دسترس نمی‌باشد، باعث صرفه‌جویی اقتصادی در مسیرهای بلند می‌شود. در مواردی که انتقال گاز طبیعی از طریق خط لوله اقتصادی یا عملیاتی نیست، می‌توان آن را از طریق کشتی‌های دریایی حمل گاز مایع طبیعی، که مخصوص این‌کار طراحی شده‌اند یا تانکرهای جاده‌ای، حمل نمود.
در بازارهای مصرف، ال‌ان‌جی دوباره به حالت گاز در می‌آید. چگالی ال‌ان‌جی، تقریباً از ۰٫۴۱ تا ۰٫۵ کیلوگرم‌برلیتر، متغیر است، که تابعی از دما، فشار و ترکیبات آن می‌باشد. مقدار گرمایش ال‌ان‌جی در بالاترین سطح، در دمای ۱۶۴- درجه سلسیوس به ۲۴ مگاژول بر لیتر می‌رسد. کمترین میزان گرمایش ال‌ان‌جی ۲۱ مگاژول‌برلیتر است.